# Gnimpiéma
Gnimpiéma, également orthographié Gnipiéma, est un village du département et la commune rurale de  Coalla (ou Koalla), situé dans la province de la Gnagna et la région de l’Est au Burkina Faso.

## Géographie

### Situation et environnement
Gnimpiéma est une localité dispersée en plusieurs centres d'habitations, située à environ 20 km à l’est de Coalla (ou Kolla).

### Démographie
- En 2003 le village comptait 744 habitants estimés[2].
- En 2006 le village comptait 837 habitants recensés[1].

## Économie
Le village est une localité essentiellement agropastorale.

## Santé et éducation
Le centre de soins le plus proche de Gnimpiéma est le centre de santé et de promotion sociale (CSPS) de Coalla.